# Elattoneura erythromma
Elattoneura erythromma är en trollsländeart som beskrevs av Maurits Anne Lieftinck 1953. Elattoneura erythromma ingår i släktet Elattoneura och familjen Protoneuridae. Inga underarter finns listade i Catalogue of Life.